# Видман, Йозеф Виктор
Йозеф Виктор Видман (нем. Joseph Victor Widmann, или нем. Joseph Viktor Widmann, или нем. Josef Viktor Widmann; 1842—1911) — швейцарский журналист, писатель

, литературный критик и поэт; номинировался на Нобелевскую премию по литературе в 1906 и 1908 годах. Известен также под псевдонимом Ludovico Ariosto Helvetico.

## Биография
Йозеф Виктор Видман родился 20 февраля 1842 года в городе Брно в Моравии. Детство провёл в Швейцарии, где его отец был священником. Учился в университетах Гейдельберга и Йены, затем поселился в Берне.
В 1868 году Видман стал директором бернской школы для девочек, но затем - несмотря на свою необычайную популярность среди учениц - освободил свой пост, так как по мнению властей его литературные труды носили «разлагающий» характер. 
С 1880 года Йозеф Виктор Видман стал редактором литературного отдела бернской газеты «Der Bund». 
Как поэт, он удачно пробовал свои силы в драме, а также в этике и лирике, где ему было свойственно идеалистическое направление. 
Как публицист Йозеф Виктор Видман выступал против войны, поддерживал Первую русскую революцию 1905—1907 годов. После ареста и заключения Максима Горького в Петропавловскую крепость выступил в поддержку русского писателя.
Из-под его пера вышли: «Erasmus von Rotterdam» (Винтерт., 1865); «Iphigenie in Delphi», драма (1865); «Der geraubte Schleier», драматизированная сказка (1866); трагедии: «Arnold von Brescia» (Франкфурт, 1867); «Orgetorix» (1867), «Die Königin des Ostens» (Цюрих, 1879) и «Oenone» (1880); эпические стихотворения: «Buddha» (Берн, 1869) и «Kalospinthechromotrene oder der Wunderbrunnen von Is.» (под псевдонимом Ludovico Ariosto Helvetico, Франкфурт, 1873); комедия «Das Festgedicht» (Берн, 1873); «Mose und Zipora» (Берн, 1874); «An den Menschen ein Wohlgefallen» (Цюрих, 1877); «Rektor Müslins italienische Reise» (1881); «Aus dem Fasse der Danaiden», рассказ (1884); «Spaziergänge in den Alpen» (Франкфурт 1885); «Jenseits des Gotthard» (1888) и «Die Patrizierin» (Берн, 1888).
В 1906 и 1908 годах Видман номинировался на Нобелевскую премию по литературе.
Йозеф Виктор Видман умер 6 ноября 1911 года в городе Берне.